# Розлин (Вашингтон)
Розлин (енгл. Roslyn) град је у америчкој савезној држави Вашингтон. По попису становништва из 2010. у њему је живело 893 становника.

## Демографија
Према попису становништва из 2010. у граду је живело 893 становника, што је 124 (12,2%) становника мање него 2000. године.
| Група             | 2000.       | 2010.       |
| Белци             | 963 (94,7%) | 830 (92,9%) |
| Афроамериканци    | 8 (0,8%)    | 4 (0,4%)    |
| Азијати           | 0 (0,0%)    | 5 (0,6%)    |
| Хиспаноамериканци | 14 (1,4%)   | 24 (2,7%)   |
| Укупно            | 1.017       | 893         |